# Marianne Curleyová
Marianne Curleyová (* 20. května 1959 Windsor, Nový Jižní Wales) je australská spisovatelka, která se nejvíce proslavila svou trilogií Strážci času a románem Dávná kletba.

## Život
Narodila se jako nejmladší ze čtyř dětí a spolu s rodinou žila v malém dřevěném domě na břehu řeky Hawkesburry, dokud se řeka roku 1964 (Marianne bylo tehdy pět let) nevylila ze břehů a nesmetla s sebou nejen příbytek celé rodiny, ale i veškerý jejich majetek. Rodičům se podařilo zachránit jen několik drahocenných fotografií. Po této katastrofě se všichni přesunuli k příbuzným do Richmondu a posléze do Blacktownu.
S knihami se seznámila ve školním věku, první román, který přečetla, byl Oliver Twist Charlese Dickense. Četba ji zcela pohltila a Marianne jí začala trávit většinu svého volného času. Po dokončení administrativního vysokoškolského kurzu pracovala nějaký čas pro státní úřad, čtyři dny po svých jednadvacátých narozeninách se vdala a zanedlouho se rozhodla nastoupit dráhu matky na plný úvazek. V roce 1988 se s rodinou přestěhovala do Coffis Harbour, nádherné, turisty hojně navštěvované oblasti, proslavené svými plážemi, horami a deštnými lesy. Zde se Marianne rozhodla pokračovat ve studiích a nakonec se sama stala učitelkou administrativních prací. Zapsala se rovněž do dálkového kurzu psaní a postupně se zúčastnila několika spisovatelských soutěží. Jako první jí vyšel tiskem román Dávná kletba, který byl posléze přeložen do více než deseti jazyků. Marianne zaujala myšlenka alternativních dějin, vrhla se na studium mytologie starého Říma a Řecka a rané Mezopotámie a dala tak vzniknout své slavné trilogii Strážci času. Za svou tvorbu získala řadu ocenění, zejména z žánru literatury pro mládež.
Počátkem roku 2004 u ní byla diagnostikována myelofibróza – zhoubné onemocnění kostní dřeně, jejíž transplantaci záhy úspěšně podstoupila (dárkyní byla její sestra Therese Mallia).
V současnosti žije stále v Coffis Harbour v Novém Jižním Walesu s manželem a svými třemi dětmi.

## Dílo
- Dávná kletba (Old Magic, 2000),
- Strážci času (Guardians of Time Trilogy) - trilogie

- Vyvolený (The Named, 2002) - první kniha
- Temnota (The Dark, 2003) - druhá kniha
- Klíč (The Key, 2005) - třetí kniha

- Avena: Skrytá (Hidden, Avena, #1, 2013)